# Meziadin Lake Park
Meziadin Lake Park är en park i Kanada.   Den ligger i provinsen British Columbia, i den centrala delen av landet, 3 800 km väster om huvudstaden Ottawa. Meziadin Lake Park ligger 265 meter över havet. Den ligger vid sjön Meziadin Lake.
Terrängen runt Meziadin Lake Park är varierad. Trakten runt Meziadin Lake Park är nära nog obefolkad, med mindre än två invånare per kvadratkilometer..